# قماش الفايكنغ المنقوش باسم الله
قماش الفايكنغ المنقوش باسم الله هي أقمشة عُثر عليها في مواطن الفايكنغ وتحتوي على لفظ الجلالة الله، وعلى اسم علي.

## القصة
تاريخيًّا، وُجدَت بعض الأقمشة التي تحتوي على نقوش لأسماء الله، سواء على الأقمشة المستخدمة في الملابس أو الأغطية أو غيرها من المنتجات النسيجية. واحدة من أبرز الاكتشافات التي لاقت اهتمامًا عالميًّا كانت في القبور الفايكنغية في السويد، حيث تم اكتشاف قطع قماشية تحتوي على نقوش تشبه الخط العربي. في هذه الاكتشافات، تم التعرف على الكلمات "الله" و"علي" مكتوبة بخط كوفي قديم، وهو نوع من الخطوط العربية المستخدمة في العصر الإسلامي المبكر.

## الاكتشافات الحديثة
في أواخر القرن العشرين، تم اكتشاف قطع من الأقمشة المنقوشة في مواقع تاريخية قديمة، ومنها مواقع في السويد مثل بيركا و"جاملا أوبسالا". هذه القطع كانت جزءًا من ملابس دفن الفايكنغ، وكان يعتقد في البداية أن النقوش كانت مجرد زخارف هندسية فايكنغية. ومع ذلك، بعد فحص دقيق من قبل عالمة الآثار النسيجية أنيكا لارسون، تبين أن النقوش كانت في الواقع تحمل كلمات عربية، بما في ذلك "الله" و"علي"، مما يثير تساؤلات جديدة حول وجود تأثيرات إسلامية في شمال أوروبا خلال العصور الوسطى.

## الأهمية الثقافية والدينية
تعتبر هذه الاكتشافات مصدرًا قيمًا لفهم العلاقة بين الفايكنغ والعالم الإسلامي. بالإضافة إلى ذلك، فإن هذه النقوش تشير إلى وجود تأثيرات إسلامية في عادات دفن الفايكنغ، حيث أن بعض المؤرخين يعتقدون أن الفايكنغ ربما كانوا على اتصال بالعالم الإسلامي، خاصة في مناطق مثل بلاد فارس، التي كان للإسلام فيها تأثير كبير. كما أن بعثة أحمد بن فضلان دوَّنَت أخبارهم.

## الجدل حول الاكتشافات
على الرغم من الإثارة حول الاكتشافات، إلا أن هناك بعض الجدل حول صحة تفسير النقوش. فقد شكك بعض الخبراء في أن النقوش التي تم التعرف عليها هي بالفعل كلمات عربية، وأشاروا إلى أن النقوش قد تكون مجرد زخارف هندسية أو محاكاة للخطوط العربية دون أن تكون لها معنى ديني حقيقي. هذا النقاش يبرز التحديات التي تواجه الباحثين في تفسير الأدلة التاريخية والآثارية.